# Handwerkskammer Hannover

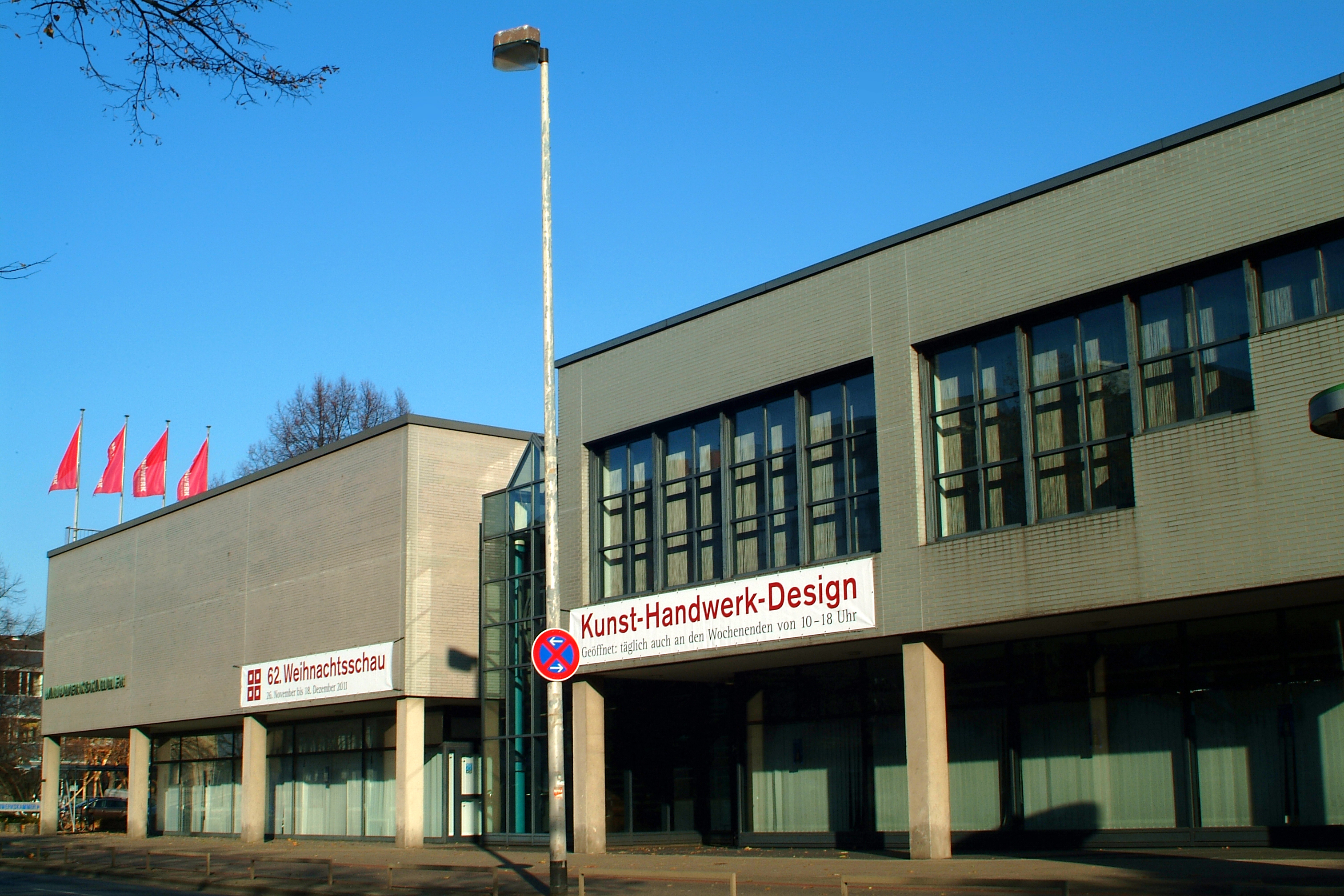
Ausstellungsgebäude der HWK Hannover in der Berliner Allee 17

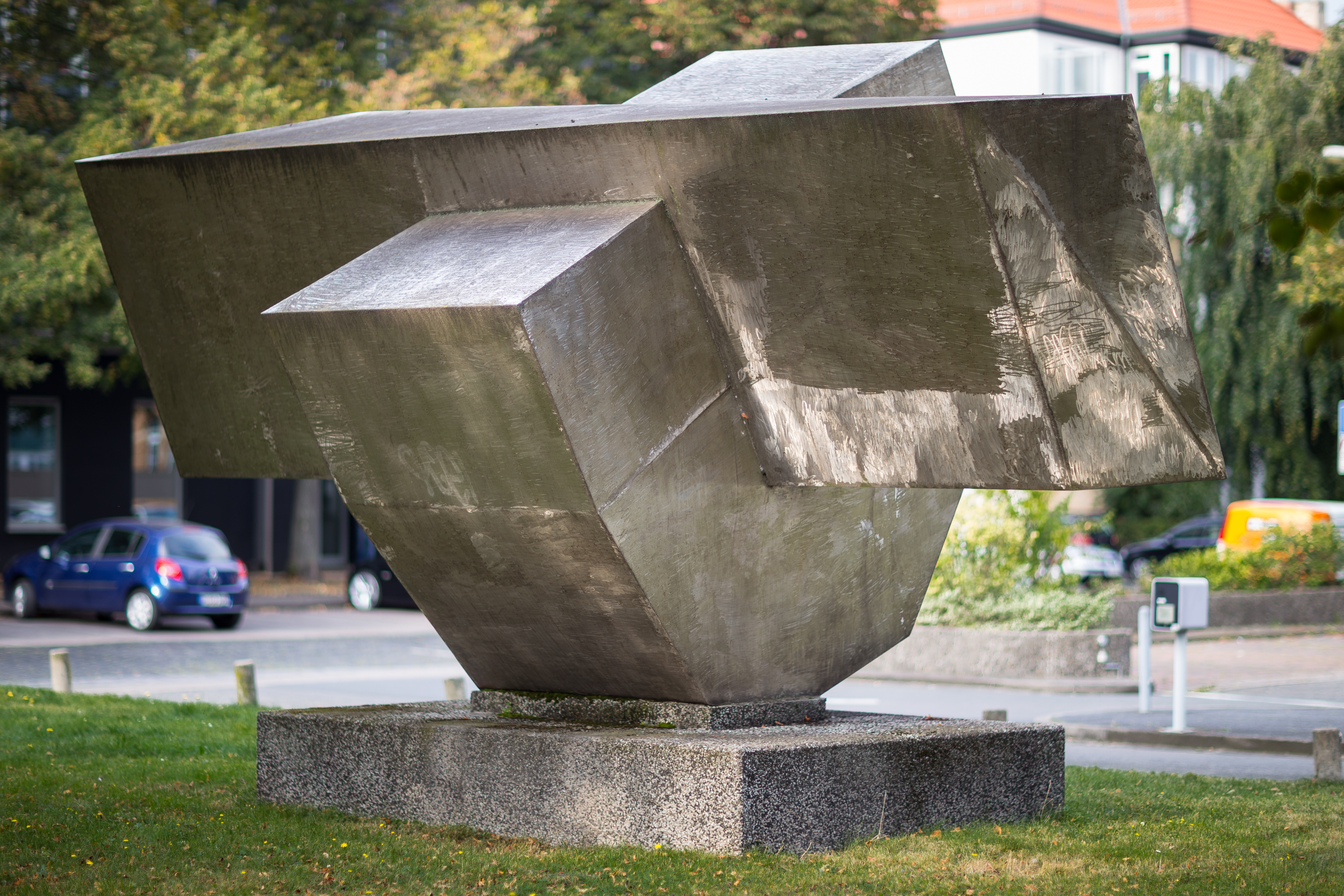
Skulptur Durchdringung des Künstlers Jorge La Guardia vor dem Haupteingang der HWK Hannover

Die Handwerkskammer Hannover (HWK Hannover) ist Sitz der Verwaltung des Handwerkskammerbezirks Hannover. Er umfasst die Region Hannover sowie den Landkreis Diepholz, den Landkreis Hameln-Pyrmont, den Landkreis Nienburg und den Landkreis Schaumburg. Im Jahr 2008 wurden von Hannover aus rund 18.000 Betriebe mit etwa 106.000 Beschäftigten betreut.
Ähnlich wie anderen Handwerkskammern wurden auch der HWK Hannover hoheitliche Aufgaben übertragen, die im Rahmen der Selbstverwaltung wahrgenommen werden, wie das Führen der Handwerksrolle und der Lehrlingsrolle, die Überwachung der Ausbildungen und das Prüfungswesen, die Bestellung von Sachverständigen sowie beispielsweise die Erstellung von Gutachten oder Befähigungs-Nachweisen.
Zuständige Aufsichtsbehörde ist das Niedersächsische Ministerium für Wirtschaft, Arbeit und Verkehr, mit dem die HWK Hannover beispielsweise auch bei der Planung, Organisation und Durchführung des Wettbewerbs um den Niedersächsischen Staatspreis für das gestaltende Handwerk kooperiert.
Sitz der Handwerkskammer Hannover ist die Berliner Allee 17.

## Architektur
Das heutige Gebäude an der Berliner Allee 17 wurde in den Jahren von 1962 bis 1964 durch den Architekten Wilfried Ziegemeier und seinen Mitarbeitern F. Latta und N. Seiferth errichtet.

## Persönlichkeiten (Auswahl)

### Präsidenten
- 1994–2014: Walter Heitmüller[5]
- 2014–2021: Karl-Wilhelm Steinmann[5]
- seit 2021: Thomas Gehre[6]